# Oblast d'Odessa
Pour les articles homonymes, voir Odessa (homonymie).
L'oblast d'Odessa (en ukrainien : Одеська область, Odes’ka oblast’) est une subdivision administrative du sud-ouest de l'Ukraine. Sa capitale est la ville d'Odessa. Il compte 2,3 millions d'habitants en 2022.

## Histoire

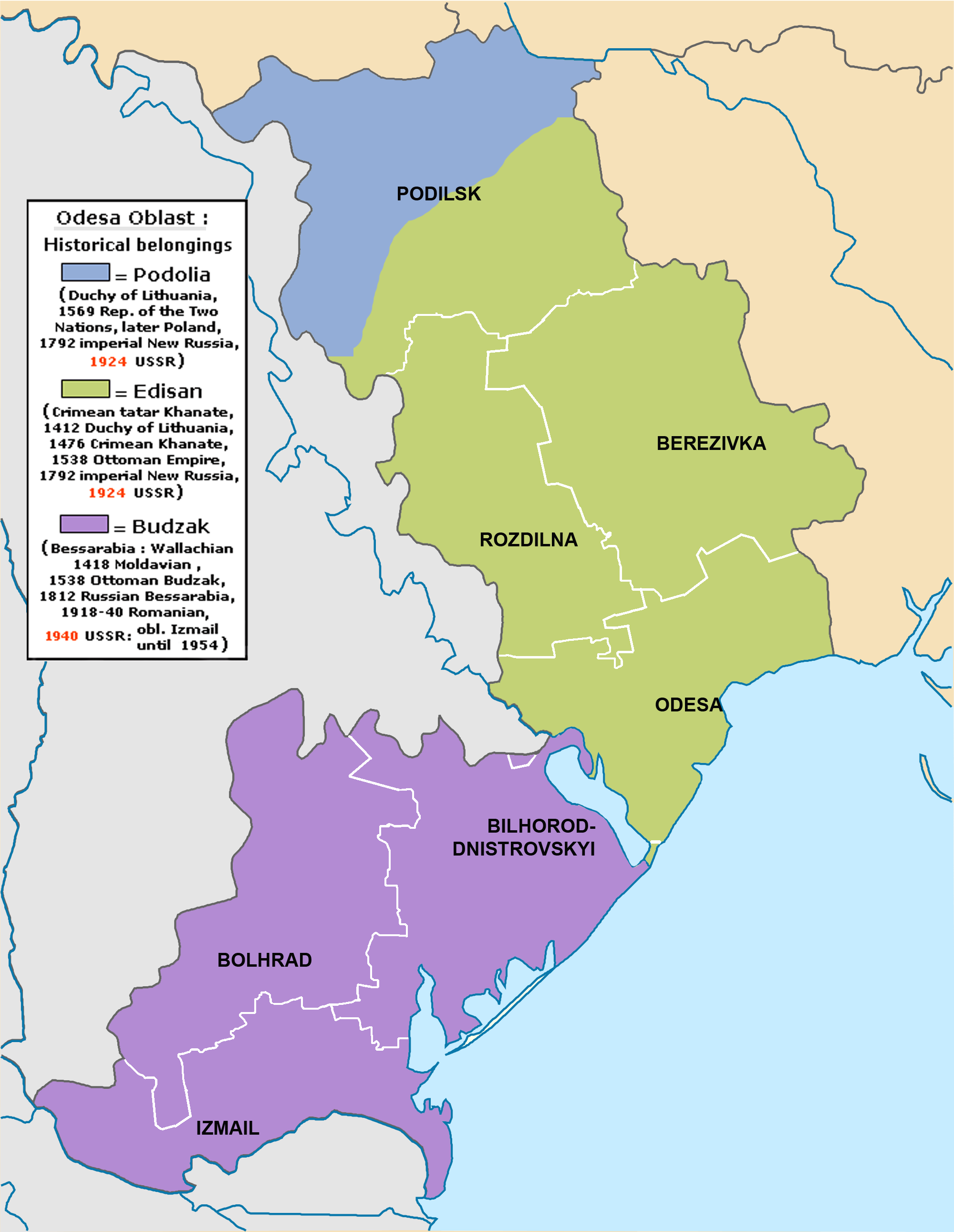
Appartenances historiques du territoire de l'oblast d'Odessa.

### Entre-deux guerres: création de l'oblast
L’oblast fut créé le 27 février 1932, dans le cadre de la république socialiste soviétique d'Ukraine. Son étendue comprend alors des parties des régions historiques de Podolie (au nord) et du Yédisan (au sud) qui formaient, sous l’Empire russe, les gouvernements de Podolie et de Kherson, et qui, durant la guerre civile russe, avaient été sous le contrôle de la république soviétique d'Odessa.
L’oblast d’Odessa incluait, dans sa partie nord-ouest, dix raions formant depuis 1924 une entité autonome moldave au sein de l’Ukraine soviétique, dont cinq lui furent enlevés en 1940 au profit de la nouvelle Moldavie soviétique (ils forment, depuis 1991, la partie russe de la Moldavie), les cinq autres devenant des raions ordinaires.

### Seconde guerre mondiale
Au cours de la Seconde Guerre mondiale, l'oblast d'Odessa est occupé de 1941 à 1944 par l'armée roumaine sous domination du dictateur fasciste Ion Antonescu.

### Durant la guerre froide
L’oblast d’Odessa est agrandie en 1954 de l’oblast ukrainienne voisine d’Izmail, formée en 1940 du Boudjak, au sud de la Bessarabie prise à la Roumanie par l’URSS selon le pacte germano-soviétique et agrandie en 1948 de plusieurs îles roumaines dont la plus connue est l’île des Serpents en mer Noire, avec ses eaux territoriales.

### Fin de la guerre froide et indépendance de l'Ukraine
Le 30 mai 2015, Mikheil Saakachvili, ancien président de Géorgie de 2004 à 2007 et de 2008 à 2013, est nommé gouverneur de l'oblast d'Odessa par le président ukrainien Petro Porochenko, lui-même natif de Bolhrad dans le Boudjak. Il démissionne de cette fonction le 7 novembre 2016.

### Invasion de l'Ukraine par la Russie
Le 1er mars 2022, durant l'invasion de l'Ukraine par la Russie, le colonel Maxim Martchenko est nommé gouverneur de l'oblast d'Odessa par décret présidentiel, en remplacement de Serhii Hrynevetskyi,.

## Géographie

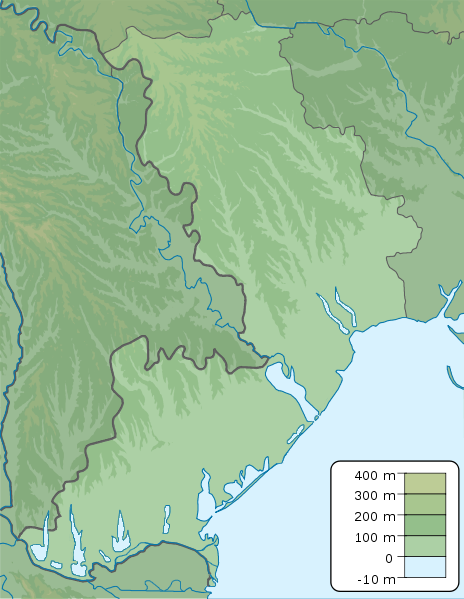
Carte physique de l'oblast d'Odessa, avec les limans.

Raions de l'oblast et municipalité d'Odessa.

L'oblast d'Odessa couvre une superficie de 33 310 km2 dans le sud de l'Ukraine. Elle est limitée au nord par les oblasts de Vinnytsia et de Kirovohrad, à l'est par l'oblast de Mykolaïv et par la mer Noire, au sud par la Roumanie et à l'ouest par la Moldavie.
La plus grande partie de son territoire s'étend dans la plaine et steppe pontique (Причорноморська низовина) et son climat est continental sauf sur les côtes de la mer Noire où quelques atténuations maritimes peuvent se manifester. Les sols de la région (Чернозёмы tchernoziom) sont très fertiles, et alimentent nombre de marchés locaux grâce à une agriculture intensive. Le sud-ouest adjoint en 1954 possède de nombreuses vignes et vergers, tandis que les terres arables recouvrent le reste de l'oblast.
Le littoral comprend des plages de sable et de nombreux limans dont le plus grand est celui du Dnister qui coupe l'oblast en deux et qui est contourné au nord par la route Odessa-Reni et au sud par la voie ferrée, qui enjambe la passe du Dnister (Дністровсько-Цареградське гирло) grâce à un pont basculant.

## Population et société

### Démographie
Recensements (*) ou estimations de la population :
| 1959*     | 1970*     | 1979*     | 1989*     | 2001*     |
| --------- | --------- | --------- | --------- | --------- |
| 2 027 807 | 2 389 000 | 2 543 948 | 2 642 601 | 2 469 057 |

| 2009      | 2010      | 2011      | 2012      | 2013      |
| --------- | --------- | --------- | --------- | --------- |
| 2 392 176 | 2 391 022 | 2 388 670 | 2 388 297 | 2 395 160 |

| 2014      | 2015      | 2021      | 2022      | - |
| --------- | --------- | --------- | --------- | - |
| 2 396 493 | 2 396 442 | 2 368 107 | 2 343 749 | - |

| Année | Population | Naissances annuelles | Décès annuels | Solde naturel annuel | Taux de natalité (‰) | Taux de mortalité (‰) | Solde naturel (‰) | Indice de fécondité |
| ----- | ---------- | -------------------- | ------------- | -------------------- | -------------------- | --------------------- | ----------------- | ------------------- |
| 1990  | 2 638 200  | 33 166               | 32 583        | 583                  | 12,6                 | 12,4                  | 0,2               | 1,77                |
| 1991  | 2 635 300  | 32 119               | 35 339        | -3 220               | 12,2                 | 13,4                  | -1,2              | 1,73                |
| 1992  | 2 634 500  | 30 155               | 35 224        | -5 069               | 11,4                 | 13,3                  | -1,9              | 1,63                |
| 1993  | 2 639 200  | 28 185               | 36 730        | -8 545               | 10,7                 | 13,9                  | -3,2              | 1,53                |
| 1994  | 2 627 600  | 26 197               | 38 401        | -12 204              | 10,0                 | 14,7                  | -4,7              | 1,43                |
| 1995  | 2 606 500  | 24 993               | 40 792        | -15 799              | 9,6                  | 15,7                  | -6,1              | 1,37                |
| 1996  | 2 586 500  | 23 666               | 39 499        | -15 883              | 9,2                  | 15,3                  | -6,1              | 1,29                |
| 1997  | 2 566 800  | 22 491               | 37 345        | -14 854              | 8,8                  | 14,6                  | -5,8              | 1,23                |
| 1998  | 2 547 800  | 21 273               | 36 093        | -14 820              | 8,4                  | 14,2                  | -5,8              | 1,17                |
| 1999  | 2 528 600  | 19 969               | 35 995        | -16 026              | 7,9                  | 14,3                  | -6,4              | 1,10                |
| 2000  | 2 510 400  | 20 042               | 37 891        | -17 849              | 8,0                  | 15,2                  | -7,2              | 1,11                |
| 2001  | 2 488 600  | 20 423               | 37 664        | -17 241              | 8,2                  | 15,2                  | -7,0              | 1,13                |
| 2002  | 2 469 057  | 21 227               | 38 917        | -17 690              | 8,6                  | 15,8                  | -7,2              | 1,15                |
| 2003  | 2 448 187  | 22 326               | 39 407        | -17 081              | 9,2                  | 16,2                  | -7,0              | 1,21                |
| 2004  | 2 430 033  | 23 343               | 38 864        | -15 521              | 9,6                  | 16,0                  | -6,4              | 1,27                |
| 2005  | 2 415 703  | 23 915               | 40 075        | -16 160              | 9,9                  | 16,6                  | -6,7              | 1,31                |
| 2006  | 2 402 240  | 25 113               | 39 183        | -14 070              | 10,5                 | 16,3                  | -5,8              | 1,35                |
| 2007  | 2 395 467  | 26 759               | 39 183        | -12 076              | 11,2                 | 16,2                  | -5,0              | 1,42                |
| 2008  | 2 394 728  | 28 780               | 37 951        | -9 171               | 12,0                 | 15,9                  | -3,9              | 1,52                |
| 2009  | 2 392 176  | 28 986               | 35 859        | -6 873               | 12,1                 | 15,1                  | -3,0              | 1,58                |
| 2010  | 2 391 022  | 28 690               | 36 144        | -7 454               | 12,0                 | 15,1                  | -3,1              | 1,58                |
| 2011  | 2 388 670  | 29 225               | 33 688        | -4 463               | 12,2                 | 14,1                  | -1,9              | 1,62                |
| 2012  | 2 388 297  | 30 384               | 33 648        | -3 264               | 12,7                 | 14,1                  | -1,4              | 1,71                |
| 2013  | 2 395 160  | 29 075               | 33 523        | -4 448               | 12,1                 | 14,0                  | -1,9              | 1,65                |
| 2014  | 2 396 493  | 29 465               | 34 155        | -4 690               | 12,3                 | 14,3                  | -2,0              | 1,70                |
| 2015  | 2 396 442  | 27 416               | 34 555        | -7 139               | 11,5                 | 14,4                  | -2,9              | 1,62                |
| 2016  | 2 390 289  | 26 417               | 33 570        | -7 153               | 11,1                 | 14,1                  | -3,0              | 1,59                |
| 2017  | 2 386 516  | 25 195               | 33 361        | -8 166               | 10,6                 | 14,0                  | -3,4              | 1,54                |
| 2018  | 2 383 075  | 23 144               | 33 607        | -10 463              | 9,7                  | 14,1                  | -4,4              | 1,45                |

### Structure par âge
0-14 ans: 17,1%  (hommes 208 567/femmes 195 426)
15-64 ans: 67,3%  (hommes 777 331/femmes 818 224)
65 ans et plus: 15,6%  (hommes 129 403/femmes 240 297) (2019 officiel)

### Âge médian
total: 39.4 ans 
homme: 36.7 ans 
femme: 42.6 ans (2019 officiel)

### Nationalités
Selon les résultats du recensement ukrainien de 2001, les principales nationalités de l'oblast d'Odessa étaient les suivantes :
- Ukrainiens : 62,8 %
- Russes : 20,7 %
- Bulgares : 6,1 %
- Roumanophones : 5,0 %
- Gagaouzes : 1,1 %
- Juifs : 0,6 %
- Biélorusses : 0,5 %

Les autres nationalités représentent moins de 0,3 % de la population : Arméniens, Roms, Polonais, Allemands, Géorgiens, Azéris, Tatars, Grecs, Albanais, Arabes… La population du Boudjak, dans le sud-ouest de l'oblast, est composée de 21 % de Bulgares et de 13 % de Roumains ou Moldaves. La minorité grecque est concentrée dans la ville d'Odessa.

### Villes

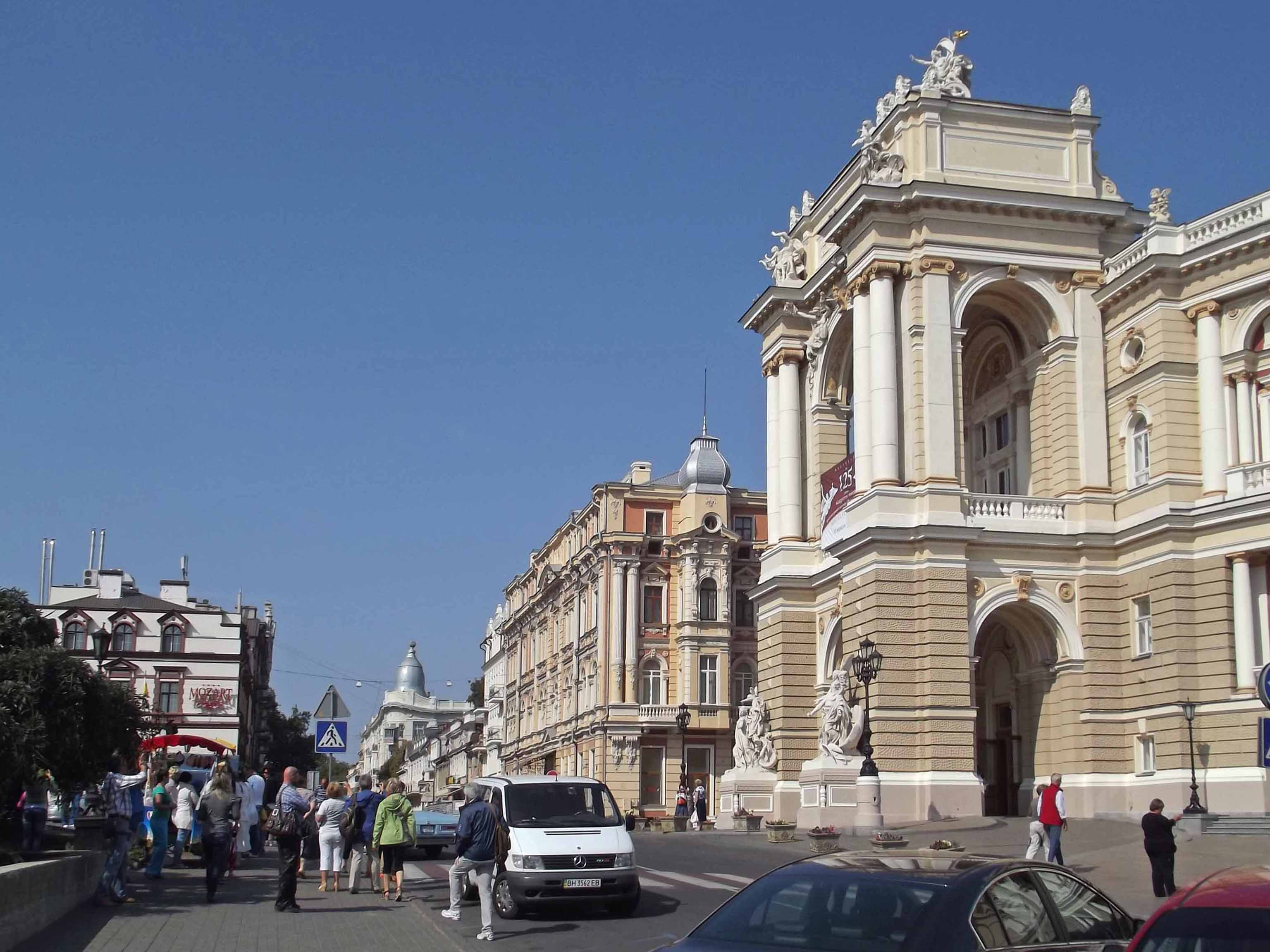
Rues d'Odessa.

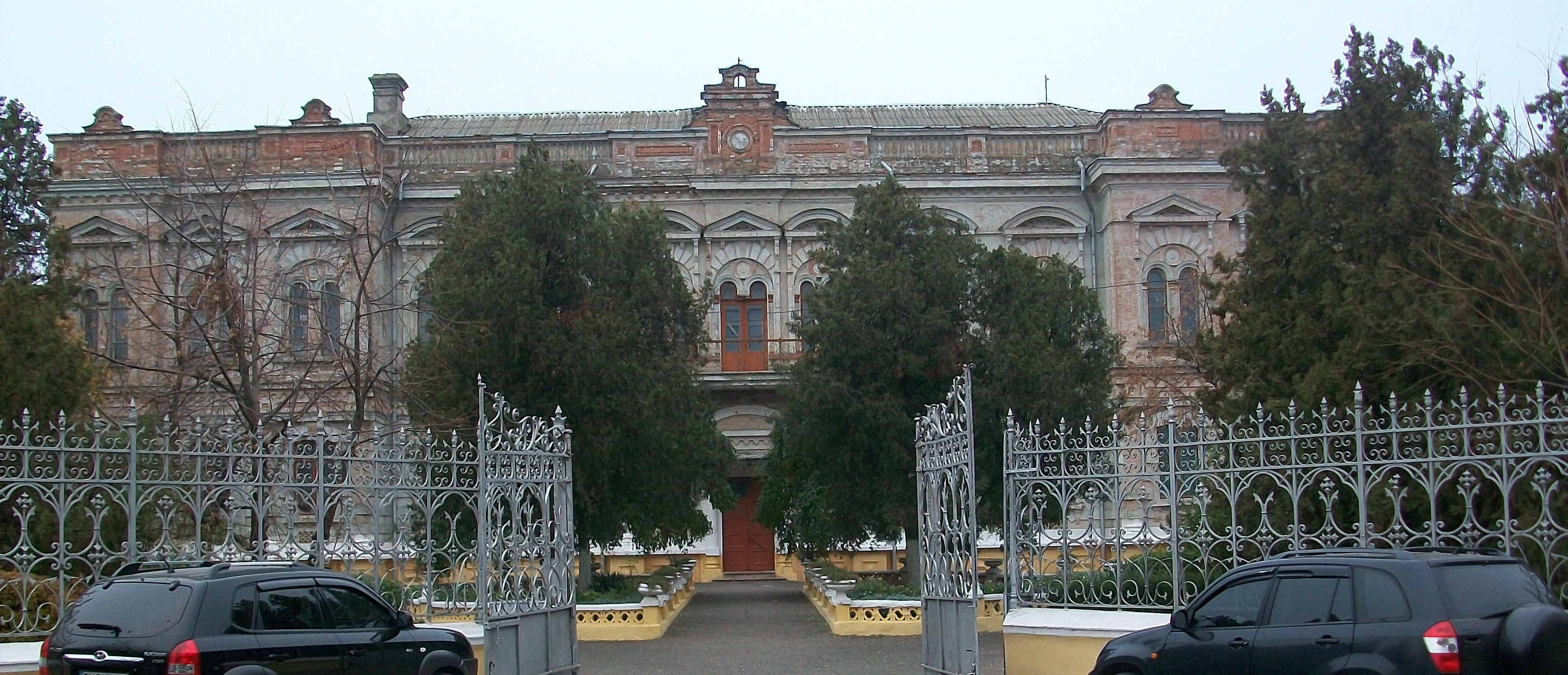
Lycée agricole de Bilhorod-Dnistrovskyï.

L'agglomération d'Odessa concentre les deux-tiers de la population de l'oblast, dont les principales villes sont en 2013 :
- Odessa : 1 014 852 habitants
- Izmail : 73 007
- Tchornomorsk : 59 718
- Bilhorod-Dnistrovskyï : 50 246
- Podilsk : 40 692
- Youjne : 31 533
- Kilia : 20 606
- Reni : 19 480
- Balta : 19 211

## Économie
Les branches les plus importantes du tissu économique de l'oblast d'Odessa sont :
- le raffinage du pétrole et l'industrie chimique ;
- les transports : ports maritimes et fluviaux, oléoducs et chemin de fer ;
- l'agriculture : vergers, vignes.

L'oblast compte huit ports maritime : 
- Port commercial maritime d'Oust-Danube ;
- Port d'Izmaïl ;
- Port de Reni ;
- Port de Tchornomorsk.

### Climat
| Mois                                  | jan.       | fév.      | mars      | avril     | mai       | juin      | jui.      | août     | sep.      | oct.       | nov.       | déc.       | année     |
| ------------------------------------- | ---------- | --------- | --------- | --------- | --------- | --------- | --------- | -------- | --------- | ---------- | ---------- | ---------- | --------- |
| Température minimale moyenne (°C)     | −2,7       | −2,1      | 1,6       | 6,9       | 12,6      | 16,9      | 19,1      | 18,9     | 14        | 8,9        | 3,9        | −0,8       | 8,1       |
| Température moyenne (°C)              | −0,4       | 0,4       | 4,3       | 10        | 16,2      | 20,8      | 23,4      | 23,1     | 17,8      | 12         | 6,3        | 1,5        | 11,3      |
| Température maximale moyenne (°C)     | 2,3        | 3,4       | 7,7       | 13,6      | 20,3      | 25,1      | 27,9      | 27,7     | 21,8      | 15,3       | 9,1        | 4,2        | 14,9      |
| Record de froid (°C) date du record   | −26,2 1940 | −28 1929  | −16 1929  | −5,9 1923 | 0,3 1965  | 5,2 1913  | 7,5 1908  | 7,9 1922 | −0,8 1906 | −13,3 1920 | −14,6 1920 | −19,6 1895 | −28 1929  |
| Record de chaleur (°C) date du record | 15,1 2005  | 19,2 2016 | 24,1 1947 | 29,4 2012 | 33,2 2007 | 37,2 1963 | 39,3 2007 | 38 2010  | 35,4 2018 | 30,5 1928  | 26 1926    | 16,9 2015  | 39,3 2007 |
| Ensoleillement (h)                    | 63,2       | 91,6      | 142,2     | 199,5     | 292,5     | 307,5     | 332,9     | 313,1    | 234,6     | 164,7      | 73         | 57,4       | 2 272,2   |
| Précipitations (mm)                   | 43         | 35        | 35        | 28        | 39        | 47        | 45        | 40       | 44        | 37         | 39         | 38         | 470       |
| dont neige (cm)                       | 2          | 2         | 1         | 0         | 0         | 0         | 0         | 0        | 0         | 0          | 0          | 1          | 6         |
| Nombre de jours avec précipitations   | 9          | 7         | 10        | 11        | 12        | 13        | 10        | 8        | 9         | 10         | 13         | 10         | 122       |
| Humidité relative (%)                 | 83         | 81        | 78        | 74        | 71        | 70        | 66        | 65       | 72        | 77         | 82         | 84         | 75        |
| Nombre de jours avec neige            | 11         | 10        | 6         | 0,4       | 0         | 0         | 0         | 0        | 0         | 0,2        | 4          | 9          | 41        |
| Nombre de jours d'orage               | 0          | 0,1       | 0,1       | 1         | 4         | 7         | 6         | 5        | 2         | 1          | 0,3        | 0,1        | 27        |
| Nombre de jours avec brouillard       | 6          | 6         | 6         | 5         | 3         | 1         | 1         | 0,3      | 2         | 3          | 5          | 6          | 44        |

| Diagramme climatique                                  |           |          |           |            |            |            |            |          |           |          |           |
| J                                                     | F         | M        | A         | M          | J          | J          | A          | S        | O         | N        | D         |
| 2,3−2,743                                             | 3,4−2,135 | 7,71,635 | 13,66,928 | 20,312,639 | 25,116,947 | 27,919,145 | 27,718,940 | 21,81444 | 15,38,937 | 9,13,939 | 4,2−0,838 |
| Moyennes : • Temp. maxi et mini °C • Précipitation mm |           |          |           |            |            |            |            |          |           |          |           |

## Nature, culture
L'oblast possède de nombreuses particularités comme des limans, Liman de Sassyk ; des parcs nationaux : parc national de Kouialnitskyi, parc national des limans de Touzly, parc national du Dniestr inférieur ; le bras de Chilia, Lac Yalpug.